# Christian 4.s statue ved Børsen
Christian 4.s statue ved Børsen i København er skabt af af den færøske billedhugger Hans Pauli Olsen og afsløredes den 10. maj 2019. Den seks meter høje bronze- og granitstatue står på Slotsholmen foran Børsen.
Monumentet er ikke bare en statue af den tidligere danske konge, men gengiver også bygninger, som han igangsatte – Rundetårn, Rosenborg Slot og Børsen. Bygningerne er vendt på hovedet og udgør soklen, som er en del af statuen. Kunstnerens forklaring til dette er:
"at det er byen, som spejler sig i vandet. Han (Christian 4.) står der og viser byen frem."
Monumentet har været undervejs siden 2009. Det kostede 1,8 millioner kroner og blev finansieret af Dronning Margrethe og Prins Henriks Fond samt Augustinus Fonden.
Det gamle stenhuggerfirma Schannong Stenhuggeri har stået for hugningen af rundetårnssoklen i rød Bohus-granit, og bronzestøber Peter Jensen har støbt Christian 4.-figuren og de to tårnspir.

## Kritik af statuen
Statuen var genstand for en del kritik, allerede inden den så dagens lys. Både Indre By Lokaludvalg og Københavns Billedkunstudvalg var særdeles kritiske overfor opsætningen af statuen i sine høringssvar til Teknik- og Miljøudvalget i København.[kilde mangler]